# Brian Chatton
Brian Chatton (Farnworth, 19 luglio 1948) è un tastierista e compositore britannico.
È noto soprattutto per aver suonato nei primi anni sessanta con il gruppo The Warriors assieme a Jon Anderson, Ian Wallace e David Foster (affermatisi poi rispettivamente in Yes, King Crimson e Badger), poi nei Flaming Youth insieme a Ronnie Caryl e Phil Collins (quest'ultimo prima dell'ingresso nei Genesis), quindi dal 1971 al 1973 nei Jackson Heights guidati dall'ex cantante e bassista dei Nice, Lee Jackson.
Dagli anni ottanta in poi, ha lavorato come turnista e musicista dal vivo per numerosi artisti di fama, oltre a fondare nel 1983 insieme a Nick Richards il gruppo pop Boys Don't Cry.